# 羅盤行動
羅盤行動（英語：Operation Compass）是第二次世界大戰中盟軍在北非戰場所進行的第一次軍事行動，行動結果是大英國協的軍隊橫越利比亞大部及俘虜超過100,000名義大利士兵，自己只付出很少的代價。

## 序幕

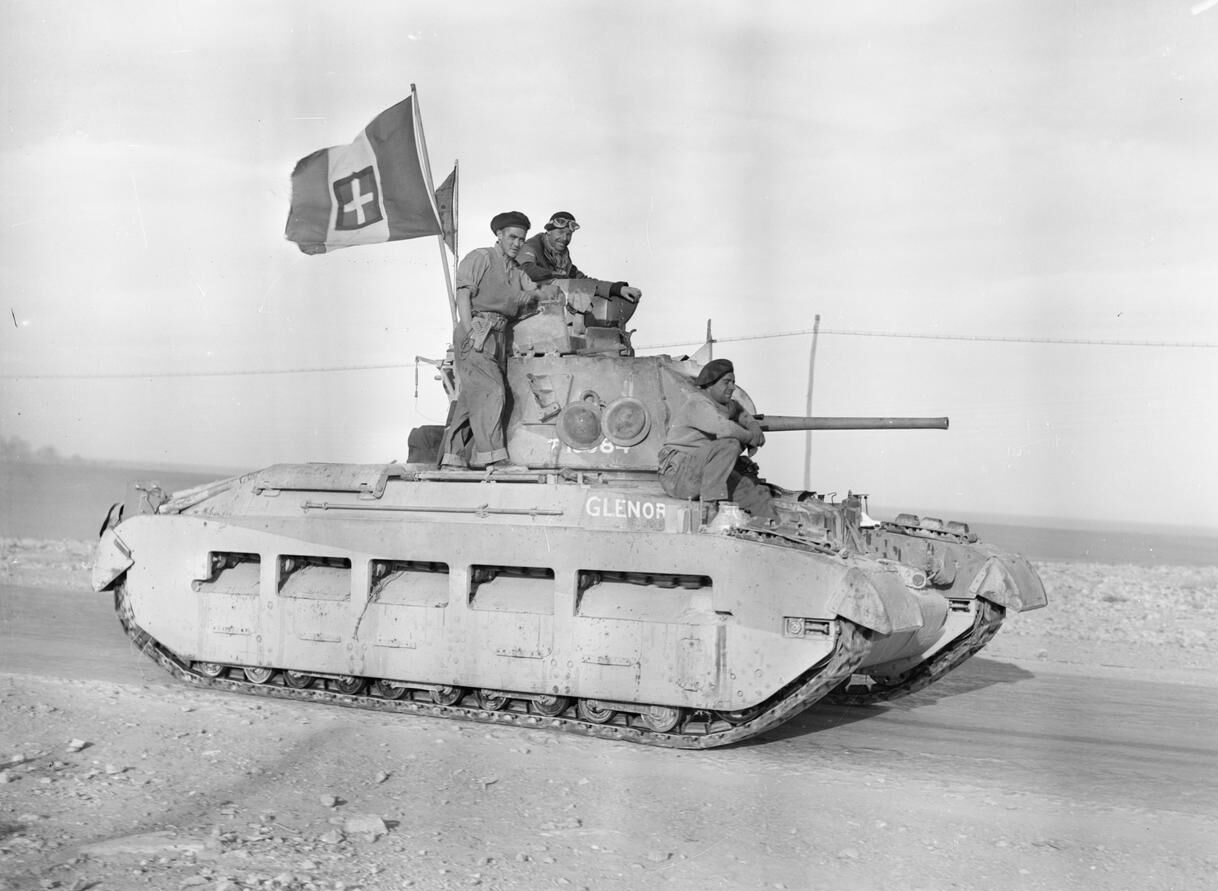
1941 年 1 月 24 日，一輛懸掛義大利國旗的英國瑪蒂爾達坦克駛入托布魯克。

當意大利於1940年6月10日向法國及英國宣戰後，在利比亞的義大利軍隊及在埃及王國的大英國協軍隊開始發生一系列邊境衝突，在這一系列衝突中較值得注意的是在6月17日英軍第11騎兵旅攻佔了卡普措要塞，在之前的6月12日，英軍俘虜了義軍63名士兵，貝尼托·墨索里尼催促利比亞總督伊塔洛·巴爾博對埃及的英軍發動大規模攻勢，墨索里尼的即時目標是佔領蘇伊士運河，最終希望將義屬北非與義屬東非連成一起，不過，基於很多原因，巴爾博不願意這樣做，當巴爾博於6月28日因意外而死去後，墨索里尼即催促其繼任人魯道夫·格拉齊亞尼元帥發動進攻，與巴爾博一樣，格拉齊亞尼也不贊成這樣做。
格拉齊亞尼是在利比亞的義大利第10軍團的指揮官，在這片義大利殖民地上，義大利第5軍團防守的黎波里塔尼亞，而第10軍團則防衛昔蘭尼加盆地，當在突尼西亞的法國人不再威脅的黎波里塔尼亞後，第5軍團更多資源被抽調出來以支援第10軍團。
當時盟軍在埃及只有30,000人以對抗在利比亞的250,000名義軍，雙方在沙漠使用的均是舊式戰機，義大利人擁有菲雅特CR.32及菲雅特CR.42式戰鬥機，而英國人則擁有羅斯特鬥士型戰鬥機。
格拉齊亞尼解釋他這支數量龐大但機械化程度很低的部隊，並沒有足夠的力量擊敗英軍那支人數雖少但機械化程度很高的部隊，他唯一一支機械化部隊是部分摩托化及只配有輕型裝備的馬萊蒂集團，該集團由彼得羅·馬萊蒂將軍指揮，但此集團缺乏運輸車輛，它的戰車主要是只有裝備機關槍的菲雅特 L3輕型戰車，其最重型的是菲雅特 M11/39，這種戰車配備一門火力較弱的37毫米火砲，而且數量較少，相比之下，英國人則有擁有一些更快的巡航戰車(A9、A10及A13)，它們的數量更超越M11/39，英軍更擁有少量重型的瑪蒂達2型步兵戰車，這種戰車速度雖然較慢，但裝甲很厚且火力強大，在當時沒有任何一種義大利的反戰車砲可將其擊破，雖然與德國88毫米高射砲一樣的義大利軍高射砲能夠加以擊破。

## 第10軍團的進攻
雖然如此，格拉齊亞尼仍然遵照墨索里尼的命令，在1940年9月13日率領第10軍團發起進攻，意大利軍越過利比亞與埃及之間的邊境進入埃及，除了數個步兵師及馬萊蒂集團外，還有一個由利比亞人組成的步兵師。
當佔領了卡普措要塞後，進展十分緩慢，意大利人之進攻在3天內只前進了95公里，9月16日，他們便在西迪巴拉尼鎮停止前進，在此地，義軍挖掘戰壕、構築防禦工事、等待增援及補給物資。
但是，英國皇家海軍已調動力量，包括航空母艦光輝號到地中海，以防備意大利在非洲北部的進一步行動。

## 英軍主動進攻
在義軍進攻後，韋維爾命令埃及英軍司令亨利·梅特蘭·威爾遜將軍策劃一個有限的攻勢計畫將義軍趕回，羅盤行動最初被計劃進行5天，後由於初期的成功而擴大，1940年12月8日，英軍及英屬印度軍隊在理查德·奧康納中將的指揮下突然向入侵的義大利軍發起進攻，奧康納的部隊是通過在西迪巴拉尼南面之走廊進攻的，整個行動之策劃由埃里克·多爾曼·史密斯准將負責。
根據情報組織資料，大部分參戰部隊直至進攻前還以為行動只是演習，進攻部隊得到25磅砲、布倫海姆式轟炸機及瑪蒂達2型步兵戰車的支援。
行動的初始部分被義大利人稱為馬爾馬里卡戰役，英國人稱為軍營戰役，馬爾馬里卡戰役這個名字來自位於作戰區域的海岸平原，而軍營戰役這個名字來源自義大利在西迪巴拉尼鎮外的防線上的個別獨立的義軍軍營。
行動開始後5個小時，義軍便開始潰敗，彼得羅·馬萊蒂將軍陣亡，超過4,000名義軍被殺或被俘，3天內，237門大砲、73輛輕型及中型戰車被擊毀或被俘，大約38,300名士兵陣亡或被俘，進攻的英軍沿維多利亞公路向西推進，通過哈法雅隘口，再次攻佔利比亞境內的卡普措要塞。
理查德·奧康納中將想繼續進攻，他希望最少能佔領班加西，但是，阿奇博爾德·珀西瓦爾·韋維爾已命令英印第4步兵師轉去參與進攻義東非的義屬東非戰役，奧康納事後表示：「這令他感到十分震驚及不高興......」，他的即時反應是認為盟軍將要為此付出代價。12月14日，澳洲第6步兵師被派來代替印度軍隊，他們剛剛接受完訓練、缺乏裝備，只有一個配有新型的25磅砲的砲兵連支援。

## 巴迪亞, 圖卜魯格及德爾納

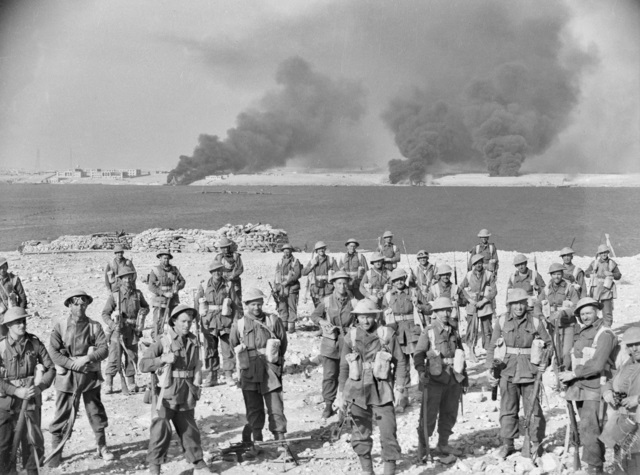
1941年1月22日，澳大利亞第2及第11步兵團所組成的聯合部隊經過與義大利守軍的激烈戰鬥後佔領了圖卜魯格港

對於奧康納的進攻速度，防守剩餘的利比亞之義軍感到震驚，當大英國協的軍隊向前推進時，數個義軍大型單位因物資供應中斷及戰敗而投降，經過激烈戰鬥，一個跟一個單位投降，澳洲軍隊於1941年1月5日佔領巴迪亞、1月22日攻佔圖卜魯格及於2月3日佔領德爾納。
墨索里尼在西迪巴拉尼任命安尼巴萊·貝爾貢佐利中將指揮部隊防守巴迪亞，但40,000名義軍士兵在澳洲第6步兵師進攻巴迪亞一天後便投降，貝爾貢佐利因此在大英國協進攻圖卜魯格時指揮部隊守城。
最終，他在第10軍團於比達夫門被包圍及戰敗時成為了俘虜。

## 比達夫門戰役
英軍之快速進攻令義軍決定放棄昔蘭尼加，1941年1月底，英軍知道義軍從比達夫門撤出昔蘭尼加，由米高·摩爾·默克爾少將率領的英軍第7裝甲師截擊正在撤退中的義大利第10軍團。
默克爾的決定是進攻將通過默基利、墨斯及安特拉特，而澳洲第6步兵師將沿由阿卡达山脈向北到海岸的公路追擊義軍，惡劣的地形令戰車很難前進，因此他要求在利比亞沙漠西南面峽谷的部隊協助，這些部隊包括第11騎兵旅、第1皇家禁衛軍旅、皇家來福槍旅第2營、皇家空軍反戰車中隊、第3皇家騎砲兵部隊及第4皇家砲兵團C分隊，整個部隊大約有2,000人，只配備一些MK VI輕型戰車及巡航戰車。
1941年2月4日，峽谷部隊到達比達夫門鎮及建立防禦工事以截擊撤退中的義軍第10軍團，第2日，義軍前鋒部隊到達及展開進攻，他們的攻勢猛烈而不顧一切，但終歸失敗。
2天後，峽谷部隊的步槍兵、戰車及火砲包圍了這支由超過100輛戰車及200門火砲支援的大約20,000名義軍，大部分戰車均是新到的M13/40戰車，M13是M11的改良型，擁有一門性能較佳的47毫米砲，能夠擊毀英軍的輕型及巡航戰車。
戰事在近距離內發生及經常出現白刃戰。最後一支義軍在2月7日到達，當時最後20輛義軍戰車衝破了由少數步槍兵及反戰車砲所組成的包圍圈，但這次突圍卻因為部署在幾碼外的英軍反戰車砲火力而被制止，當最後一次突圍失敗後，英軍第7裝甲師抵達，與從班加西來到的澳洲第6步兵師會合，義軍遂集體投降。

## 總結
經過10個星期的戰事，義大利第10軍團全軍覆沒，大英國協的軍隊前進了800公里，擊毀了400輛戰車及1,292門大砲，俘虜義軍超過130,000人；相反的，大英國協只有494人陣亡及1,225人受傷。但是，英軍將義大利人趕出非洲北部的攻勢卻被迫停止，當前進到阿格海拉時，溫斯頓·邱吉爾首相下令停止進攻，並因希臘-義大利戰爭而把此處的兵力抽調至希臘協防。此外，在1941年1月11日，英軍航空母艦光輝號因為遭受俯衝轟炸機轟炸而受損，這導致德國非洲軍團能夠到達的黎波里塔尼亞（向日葵行動），沙漠上的戰事又出現完全不同的局面。

## 延伸閱讀
- Jon Latimer, Operation Compass 1940: Wavell's Whirlwind Offensive, Oxford: Osprey, 2000

## 外部連結
- Time Magazine - Battle of the Marmarica （页面存档备份，存于）